# Mellissia begoniifolia
Mellissia begoniifolia (oftmals, aber nicht korrekt, auch Mellissia begonifolia) ist eine Pflanzenart aus der Familie der Nachtschattengewächse (Solanaceae). Es ist die einzige Art der Gattung Mellissia. Sie wächst endemisch auf St. Helena, wo sie lange Zeit als ausgestorben galt, aber 1998 wiederentdeckt wurde.

## Beschreibung

### Vegetative Merkmale
Mellissia begoniifolia sind bis zu 2,5 m hohe, weitläufig und offen wachsende Sträucher, die am natürlichen Standort jahreszeitabhängig laubabwerfend sind, in Kultur jedoch immergrün wachsen. Die dünnen Zweige sind auffällig krüppelwüchsig; blütentragende Zweige sind oftmals zickzack-artig geformt. Die Rinde des Stammes und der älteren Äste ist dunkel rötlich-braun, mit längslaufenden grünen Streifen.
Die Laubblätter stehen in wechselständigen Paaren in einer 3/5 Phyllotaxis. An den Spitzen der Zweige, vor allem an blütentragenden Zweigen stehen sie in dichten Gruppen. Die Blattspreite ist etwas fleischig, eng elliptisch bis eiförmig und hat eine Länge von 1,5 bis 4,5 cm und eine Breite von 1 bis 3 cm, die Blattstiele werden 1 bis 3 cm lang. An Zweigen, die keine Blüten tragen, sind die Laubblätter meist etwas größer und werden dort bis zu 6 cm lang und 4 cm breit, die Blattstiele erreichen dann eine Länge zwischen 2,8 und 8 cm. Nach vorn hin ist die Blattspreite abgeschnitten-abgerundet bis zugespitzt, die Basis ist herzförmig bis abgeschnitten, der Blattrand ist ganzrandig. Die Blätter sind gleichmäßig fein mit einfachen, einreihigen, drüsigen und nur etwa 0,01 mm langen Trichomen behaart, wodurch die Blätter sich leicht klebrig anfassen. Der Geruch der Blätter wird als tabakähnlich oder ähnlich dem Geruch von Blättern der Blasenkirschen (Physalis) beschrieben, auch der Vergleich mit dem Geruch durchgeschwitzter Füße wurde herangezogen.

### Blüten
Die Blüten stehen einzeln zwischen den Blättern eines Blattpaares. Die Blütenstiele werden 0,8 bis 1,2 cm lang, die Blüten selbst sind nickend oder hängend. Die elliptischen Knospen haben einen Durchmesser von bis zu 2,5 cm. Zur Blütezeit ist der aus verwachsenen Kelchblättern bestehende Kelch grün, offen schüsselförmig und unregelmäßig geformt und nicht mit Trichomen besetzt. Die Kelchröhre hat eine Länge von 0,6 bis 1,3 cm, die Kelchlappen sind 0,2 bis 1 cm lang und bilden einen unregelmäßig gewellten Rand. Die Kronblätter sind glockenförmig verwachsen, die Krone misst etwa 1,5 cm im Durchmesser. Sie weist fünf Paare unregelmäßiger, grüner Flecke auf, die sich im Schlund an den Verwachsungslinien der Kronblätter befinden. Die Kronröhre hat eine Länge von 0,6 bis 0,8 cm, in ihr befinden sich zwischen den grünen Flecken, etwa 0,3 bis 0,5 cm von der Basis entfernt, auffällige Nektartröpfchen. Jedes Kronblatt hat in der unteren Hälfte eine Vertiefung entlang der Mittelader, die fein behaart ist. Die Kronzipfel sind 0,4 bis 0,5 cm lang, die Spitze ist abgerundet, während der Blüte biegen sich die Kronzipfel zurück.
Die fünf Staubblätter verlängern sich zur Reife, so dass die Staubfäden dann 0,35 bis 0,4 mm lang sind. Die Staubbeutel sind elliptisch geformt und haben eine Länge von etwa 0,15 mm, sie öffnen sich schlitzförmig. Der Pollen ist cremegelb. Der Fruchtknoten ist konisch und unbehaart. Der Griffel ist gerade, weiß gefärbt und hat eine Länge von 0,4 bis 0,5 cm, die Narbe ist etwas zweigelappt und ebenfalls weiß.

### Früchte und Samen
Die Früchte sind leicht konisch geformte, bis zu 0,6 cm durchmessende Beeren, die zunächst grün sind und bei Reife eintrocknen und braun werden; das Perikarp ist dünn und papierartig. Kelch und Frucht fallen bei Reife gemeinsam von der Pflanze, der Kelch ist dann gelb und trocknet ebenfalls ein.
Jede Frucht enthält etwa zehn bis 15 Samen. Diese sind schwarz, elliptisch-nierenförmig und etwa 1,0 × 0,5 mm groß. Die Samenoberfläche ist fein gekörnt.

## Vorkommen, Standorte und Gefährdung
Die Art ist ein Endemit der Insel St. Helena, in deren Südosten sie auf steinigen Hängen wächst. Sie ist die einzige Art der Familie der Nachtschattengewächse, die zur natürlichen Flora der Insel gehört. Eine Anzahl anderer Arten der Familie wurde jedoch durch den Menschen eingeschleppt, einige zählen zu gefährlichen invasiven Arten. Seit mindestens dem Ende des 19. Jahrhunderts galt Mellissia begoniifolia als ausgestorben, bis 1998 von einem Wanderer zufällig eine lebende und sechs bereits abgestorbene Pflanzen in einer Höhenlage von 100 m an einem dem Meer zugewandten Hang gefunden wurden. Die lebende Pflanze war stark von Insekten befallen, befand sich aber in Blüte und produzierte Früchte. Stecklinge, die von der Pflanze genommen wurden, hielten sich nicht in Kultur, jedoch konnten über 400 Samen gesammelt werden, die unter anderem auf der Insel, aber auch in verschiedenen Botanischen Gärten gezogen wurden. Ein weiterer Standort mit sechs Pflanzen wurde 2001 gefunden. Im Jahr 2003 wurde die Anzahl der wildwachsenden Individuen mit 16 angegeben, in Kultur befanden sich zu dieser Zeit etwa 50 Exemplare.
In der Roten Liste gefährdeter Arten der International Union for Conservation of Nature and Natural Resources wird Mellissia begoniifolia als „critically endangered (CR)“ („vom Aussterben bedroht“) eingestuft.

## Systematik
In der phylogenetisch begründeten Systematik der Nachtschattengewächse von Richard Olmstead (2007) wird die Gattung in die Withaninae innerhalb der Unterfamilie Solanoideae eingeordnet. Bereits 1999 wurden Blätter der neu entdeckten Individuen für phylogenetische Untersuchungen an den Royal Botanic Garden Edinburgh gesandt. Die folgenden Untersuchungen zeigten, dass Mellissia der Gattung Withania nahesteht. Da nur zwei Arten der Gattung Withania in die Untersuchungen einbezogen wurden, ist nicht sicher zu sagen, ob der Gattungsstatus von Mellissia gerechtfertigt ist, aber morphologische Unterschiede, wie die einzeln stehenden Blüten, die trockenen Früchte und die schwarzen Samen legen dies nahe. Dem widersprechend rechnet jedoch beispielsweise Armando Hunziker in seiner Systematik der Nachtschattengewächse die Art als Withania begonifolia (Roxb.) Hunz. et Barboza den Withania zu.

## Botanische Geschichte
Die Art wurde 1815 durch William Roxburgh unter dem Namen Physalis begonifolia erstbeschrieben, nachdem er bei seinem Aufenthalt auf St. Helena vom 17. Juni 1813 bis zum 1. März 1814 Pflanzen der Art beobachtet hatte. Sie wuchsen in reichlicher Anzahl im Südosten der Insel. Die Veröffentlichung zur Erstbeschreibung der Art war die letzte Veröffentlichung Roxburghs, er verstarb wenige Tage nach der Einsendung des Manuskripts. Bereits 1843 vermutete Joseph Dalton Hooker, dass die Pflanze ausgestorben sei. Als er jedoch 1867 eine eigene monotypische Gattung für die Art beschrieb, bezeichnete er den Status des Vorkommens als „sehr selten, möglicherweise bereits ausgestorben“. Die eigenständige Gattung wurde von Hooker beschrieben, da er die Pflanze nicht den Blasenkirschen (Physalis) zurechnete, sondern sie nah an der Gattung Withania sah, von der sie sich seiner Meinung nach vor allem durch den schief gestellten Kelch und die Form der Krone unterscheidet. Der von Hooker gewählte Gattungsname ehrt John Charles Melliss, der in den 1860er Jahren als Bevollmächtigter der Englischen Krone auf St. Helena unter anderem ein Buch über die Insel, inklusive einer Beschreibung der Flora verfasste. Melliss selbst erwähnt in einem Werk von 1875, dass die Art noch im Südosten der Insel zu finden sei, aber bereits sehr selten wäre. Da in der ursprünglichen Beschreibung der Art durch Roxburgh kein Typusexemplar benannt wurde, wurde 2007 ein Herbarbeleg eines von Roxburgh gesammelten Exemplars, das sich im Herbarium des Natural History Museum in London befindet, als Lektotyp festgelegt. Gleichzeitig wurde entsprechend den Regeln des Internationalen Codes der Botanischen Nomenklatur (ICBN) die von Roxburgh verwendete falsche Schreibweise des Epitheton begonifolia auf begoniifolia berichtigt.